# Trans Namibia Aviation
Trans Namibia Aviation, wohl auch als Letabu Airways bezeichnet, war eine namibisch-südafrikanische Fluggesellschaft mit Hauptsitz in Windhoek. 

## Flotte
Die Trans Namibia Aviation verfügte, mit Stand Januar 1993, über eine Flotte von vier Flugzeugen mit den Luftfahrzeugkennzeichen ZS-NEP, ZS-LIO, ZS-INP und ZS-KLU. Es handelte sich um eine Beechcraft 58 Baron, eine Beechcraft 60 Duke, eine Beechcraft 200 Super King Air und eine Beechcraft Bonanza.

## Zwischenfälle
Am 28. Juni 1993 stürzte die Beechcraft 200 Super King Air (ZS-NEP) bei Aminuis ab. Hierbei kamen alle drei Personen an Bord ums Leben. Sie befand sich auf dem Weg vom Flughafen Eros zum Germiston-Rand Airport in Südafrika.